# Saint-Cernin-de-l'Herm
Pour les articles homonymes, voir Saint-Cernin.
Saint-Cernin-de-l'Herm est une commune française située dans le département de la Dordogne, en région Nouvelle-Aquitaine.

## Géographie

### Communes limitrophes
Saint-Cernin-de-l'Herm est limitrophe de six autres communes.
| Mazeyrolles |                        | Prats-du-Périgord                  |
|             | Saint-Cernin-de-l'Herm | Besse                              |
| Lavaur      |                        | Villefranche-du-Périgord, Loubejac |

### Géologie et relief

#### Géologie
Situé sur la plaque nord du Bassin aquitain et bordé à son extrémité nord-est par une frange du Massif central, le département de la Dordogne présente une grande diversité géologique. Les terrains sont disposés en profondeur en strates régulières, témoins d'une sédimentation sur cette ancienne plate-forme marine. Le département peut ainsi être découpé sur le plan géologique en quatre gradins différenciés selon leur âge géologique. Saint-Cernin-de-l'Herm est située dans le troisième gradin à partir du nord-est, un plateau formé de calcaires hétérogènes du Crétacé.
Les couches affleurantes sur le territoire communal sont constituées de formations superficielles du Quaternaire et de roches sédimentaires datant pour certaines du Cénozoïque, et pour d'autres du Mésozoïque. La formation la plus ancienne, notée c3(1), date du Coniacien indiférencié, composée de marnes et calcaires argileux grisâtres à la base puis calcaires bioclastiques gréseux. La formation la plus récente, notée CFvs, fait partie des formations superficielles de type colluvions carbonatées de vallons secs : sable limoneux à débris calcaires et argile sableuse à débris. Le descriptif de ces couches est détaillé dans  les feuilles « no 831 - Belvès » et « no 832 - Gourdon » de la carte géologique au 1/50 000 de la France métropolitaine, et leurs notices associées,.

Carte géologique de Saint-Cernin-de-l'Herm.

#### Relief et paysages
Le département de la Dordogne se présente comme un vaste plateau incliné du nord-est (491 m, à la forêt de Vieillecour dans le Nontronnais, à Saint-Pierre-de-Frugie) au sud-ouest (2 m à Lamothe-Montravel). L'altitude du territoire communal varie quant à elle entre 146 mètres et 306 mètres,.
Dans le cadre de la Convention européenne du paysage entrée en vigueur en France le 1er juillet 2006, renforcée par la loi du 8 août 2016 pour la reconquête de la biodiversité, de la nature et des paysages, un atlas des paysages de la Dordogne a été élaboré sous maîtrise d’ouvrage de l’État et publié en octobre 2020. Les paysages du département s'organisent en huit unités paysagères,. La commune fait partie du Périgord noir, un paysage vallonné et forestier, qui ne s’ouvre que ponctuellement autour de vallées-couloirs et d’une multitude de clairières de toutes tailles. Il s'étend du nord de la Vézère au sud de la Dordogne (en amont de Lalinde) et est riche d’un patrimoine exceptionnel.
La superficie cadastrale de la commune publiée par l'Insee, qui sert de référence dans toutes les statistiques, est de 16,25 km2,,. La superficie géographique, issue de la BD Topo, composante du Référentiel à grande échelle produit par l'IGN, est quant à elle de 16,78 km2.

### Hydrographie

Réseaux hydrographique et routier de Saint-Cernin-de-l'Herm.

La commune est située dans le bassin de la Garonne au sein du Bassin Adour-Garonne. Elle est drainée par la Lémance, la Ménaurie, et par deux petits cours d'eau, qui constituent un réseau hydrographique de 20 km de longueur totale,.
La Lémance, d'une longueur totale de 34,53 km, prend sa source dans la commune de Prats-du-Périgord et se jette en rive droite du Lot en Lot-et-Garonne, en limite de Fumel et Monsempron-Libos, face à Saint-Vite,. Elle arrose la commune de l'est au sud sur cinq kilomètres, lui servant presque intégralement de limite naturelle face à Besse, Villefranche-du-Périgord et Loubejac.
Son affluent de rive droite la Ménaurie traverse la commune du nord-ouest au sud sur cinq kilomètres et demi, dont deux kilomètres de limite territoriale face à Mazeyrolles et Lavaur.

### Climat
Pour des articles plus généraux, voir Climat de la Nouvelle-Aquitaine et Climat de la Dordogne.
Historiquement, la commune est exposée à un climat océanique aquitain.  
En 2020, Météo-France publie une typologie des climats de la France métropolitaine dans laquelle la commune est exposée à un climat océanique altéré et est dans la région climatique  Aquitaine, Gascogne, caractérisée par une pluviométrie abondante au printemps, modérée en automne, un faible ensoleillement au printemps, un été chaud (19,5 °C), des vents faibles, des brouillards fréquents en automne et en hiver et des orages fréquents en été (15 à 20 jours).
Pour la période 1971-2000, la température annuelle moyenne est de 12,6 °C, avec  une amplitude thermique annuelle de 15,5 °C. Le cumul annuel moyen de précipitations est de 923 mm, avec 11,6 jours de précipitations en janvier et 6,5 jours en juillet. Pour la période 1991-2020, la température moyenne annuelle observée sur la station météorologique la plus proche, située sur la commune de Lacapelle-Biron à 11,9 km à vol d'oiseau, est de 13,6 °C et le cumul annuel moyen de précipitations est de 833,3 mm,. Pour l'avenir, les paramètres climatiques de la commune estimés pour 2050 selon différents scénarios d’émission de gaz à effet de serre sont consultables sur un site dédié publié par Météo-France en novembre 2022.

## Urbanisme

### Typologie
Au 1er janvier 2024, Saint-Cernin-de-l'Herm est catégorisée commune rurale à habitat très dispersé, selon la nouvelle grille communale de densité à 7 niveaux définie par l'Insee en 2022.
Elle est située hors unité urbaine et hors attraction des villes,.

### Occupation des sols
L'occupation des sols de la commune, telle qu'elle ressort de la base de données européenne d’occupation biophysique des sols Corine Land Cover (CLC), est marquée par l'importance des forêts et milieux semi-naturels (71,1 % en 2018), une proportion sensiblement équivalente à celle de 1990 (70,3 %). La répartition détaillée en 2018 est la suivante : 
forêts (71,1 %), zones agricoles hétérogènes (24,8 %), prairies (4,1 %). L'évolution de l’occupation des sols de la commune et de ses infrastructures peut être observée sur les différentes représentations cartographiques du territoire : la carte de Cassini (XVIIIe siècle), la carte d'état-major (1820-1866) et les cartes ou photos aériennes de l'IGN pour la période actuelle (1950 à aujourd'hui).

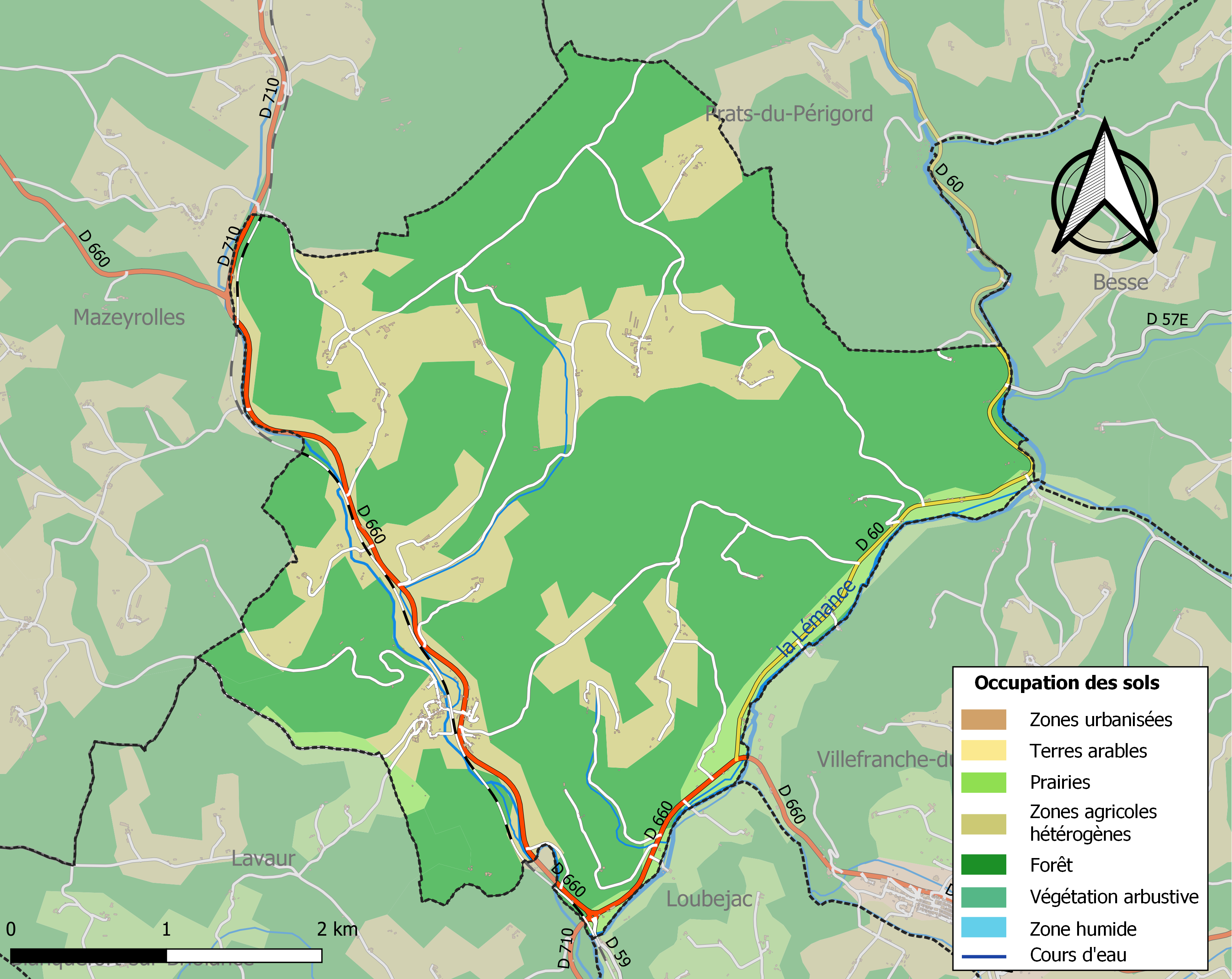
Carte des infrastructures et de l'occupation des sols de la commune en 2018 (CLC).

### Prévention des risques
Le territoire de la commune de Saint-Cernin-de-l'Herm est vulnérable à différents aléas naturels : météorologiques (tempête, orage, neige, grand froid, canicule ou sécheresse), feux de forêts, mouvements de terrains et séisme (sismicité très faible). Un site publié par le BRGM permet d'évaluer simplement et rapidement les risques d'un bien localisé soit par son adresse soit par le numéro de sa parcelle.
Saint-Cernin-de-l'Herm est exposée au risque de feu de forêt. L’arrêté préfectoral du 14 mars 2013 fixe les conditions de pratique des incinérations et de brûlage dans un objectif de réduire le risque de départs d’incendie. À ce titre, des périodes sont déterminées : interdiction totale du 15 février au 15 mai et du 15 juin au 15 octobre, utilisation réglementée du 16 mai au 14 juin et du 16 octobre au 14 février. En septembre 2020, un plan inter-départemental de protection des forêts contre les incendies (PidPFCI) a été adopté pour la période 2019-2029,.

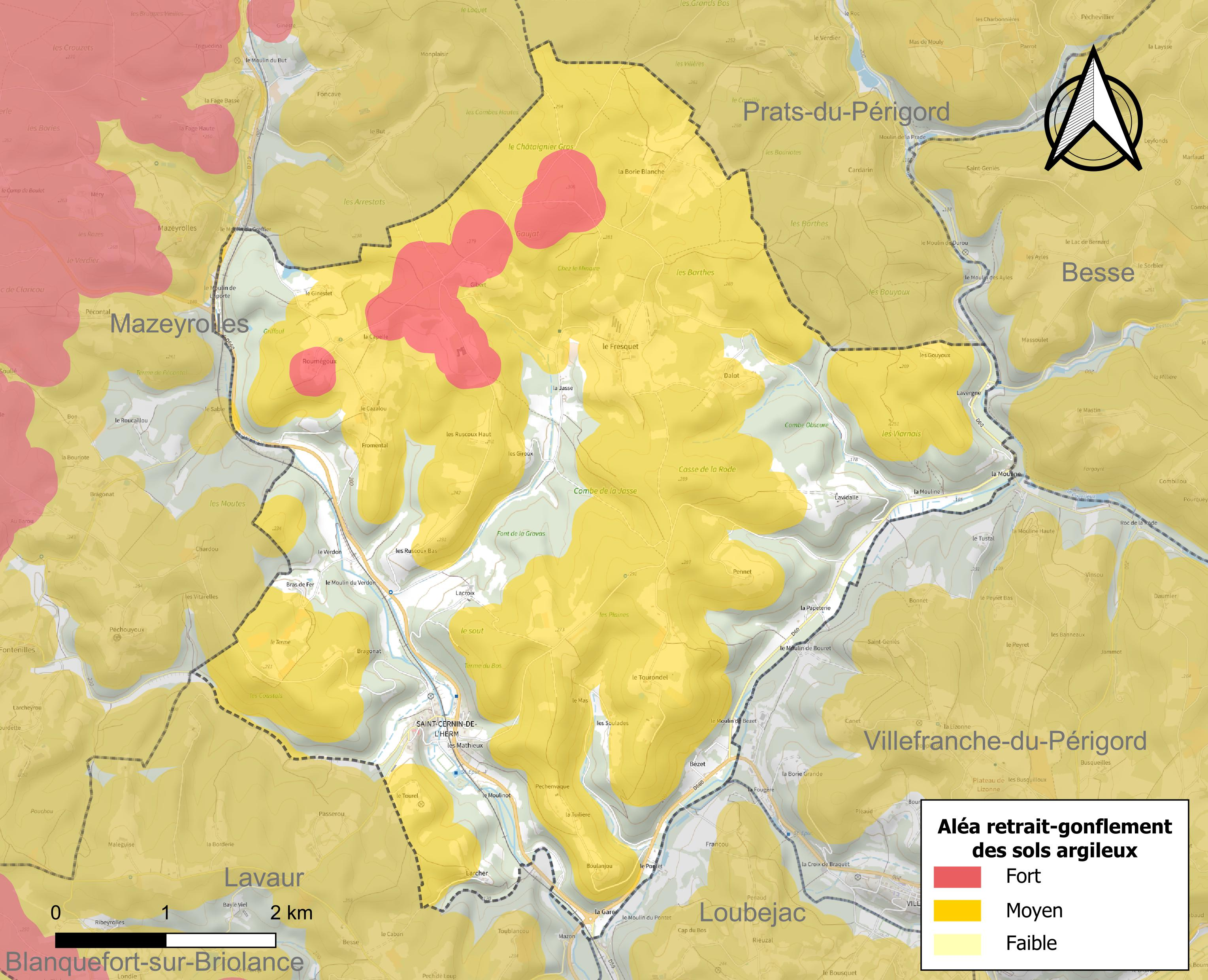
Carte des zones d'aléa retrait-gonflement des sols argileux de Saint-Cernin-de-l'Herm.

Les mouvements de terrains susceptibles de se produire sur la commune sont des tassements différentiels. Le retrait-gonflement des sols argileux est susceptible d'engendrer des dommages importants aux bâtiments en cas d’alternance de périodes de sécheresse et de pluie. 68,1 % de la superficie communale est en aléa moyen ou fort (58,6 % au niveau départemental et 48,5 % au niveau national métropolitain). Depuis le 1er octobre 2020, en application de la loi ÉLAN, différentes contraintes s'imposent aux vendeurs, maîtres d'ouvrages ou constructeurs de biens situés dans une zone classée en aléa moyen ou fort,.
La commune a été reconnue en état de catastrophe naturelle au titre des dommages causés par les inondations et coulées de boue survenues en 1982 et 1999 et par des mouvements de terrain en 1999.

## Toponymie
Le nom du lieu se réfère à saint Saturnin, évêque de Toulouse au IIIe siècle. La seconde partie du nom correspond à l'occitan èrm signifiant « lande, lieu inculte ».
En occitan, la commune porte le nom de Sent Sarnin de l'Èrm. Le latin classique utilisait un mot hérité du grec eremus pour désigner le désert, la solitude. Eremus a gardé ce sens de désert, de solitude, d’ermitage, mais, parallèlement, est apparu le sens rural de « lande stérile », en bas latin herma terra. Le latin chrétien a emprunté au grec le terme « ermite », « celui qui vit dans la solitude ».

## Histoire
La première mention écrite connue du village, liée à sa paroisse, remonte à 1287 sous la forme Parochiam Sancti Saturnini. Au siècle suivant, il apparaît comme Sanctus Saturninus de Heremo puis au milieu du XVIIIe siècle « Saint Sarnin de l'Hermitage », avant que la graphie Sernin ne laisse la place à Cernin, au début du XIXe siècle.

## Politique et administration

### Administration municipale
La population de la commune étant comprise entre 100 et 499 habitants au recensement de 2017, onze conseillers municipaux ont été élus en 2020,.

### Liste des maires

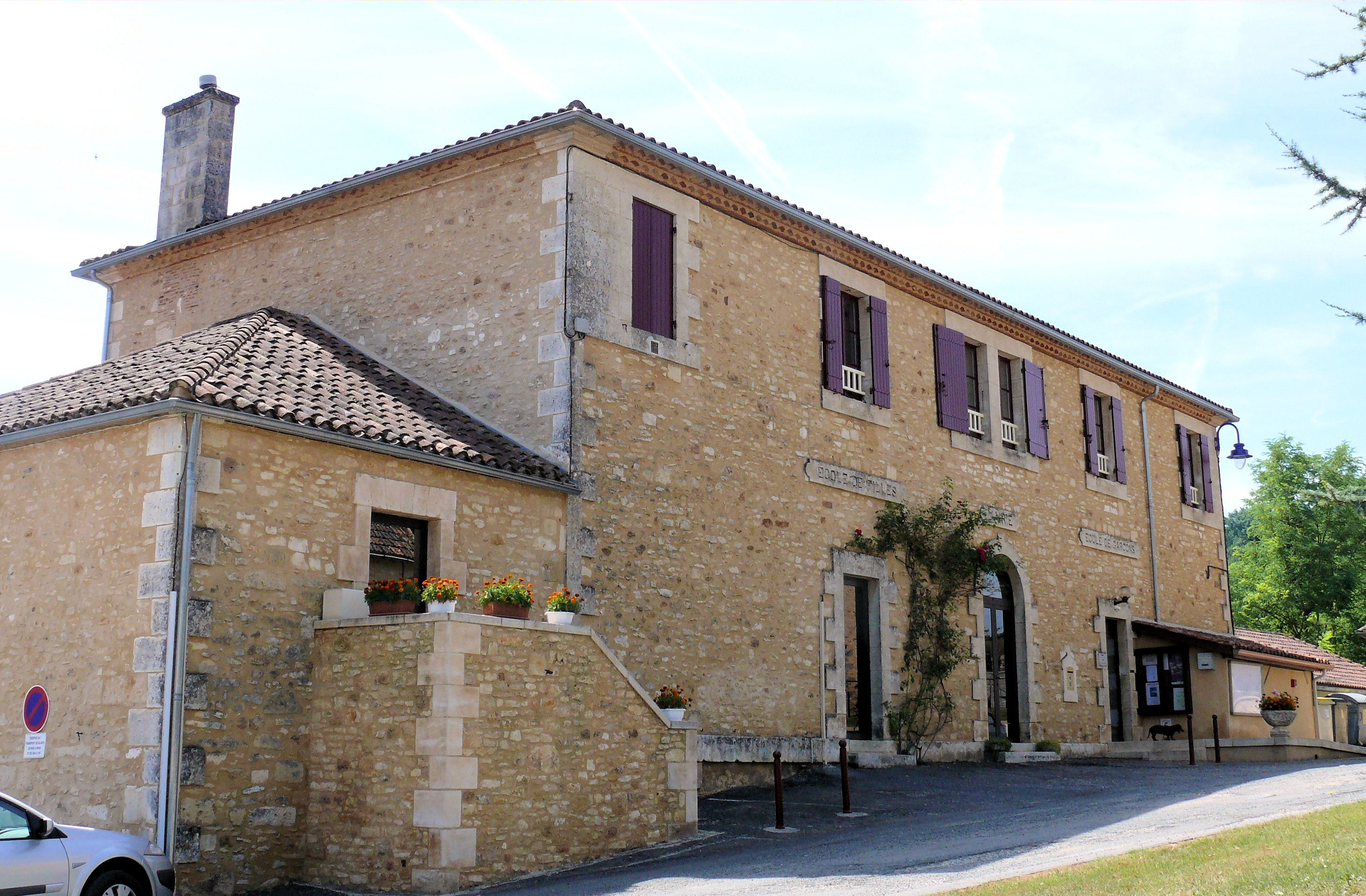
Mairie et école.

| Période                                  | Période   | Identité          | Étiquette | Qualité  |
| ---------------------------------------- | --------- | ----------------- | --------- | -------- |
| Les données manquantes sont à compléter. |           |                   |           |          |
|                                          |           |                   |           |          |
| 1977                                     | mars 2014 | Jean-Pierre Curat | SE        | Retraité |
| mars 2014 (réélu en mai 2020)            | En cours  | Daniel Conchou    |           |          |

## Équipements et services publics

### Justice
Dans le domaine judiciaire, Saint-Cernin-de-l'Herm relève : 
- du tribunal de proximité de Sarlat-la-Canéda ;
- du tribunal judiciaire, du tribunal pour enfants, du conseil de prud'hommes et du tribunal de commerce de Bergerac ;
- du pôle Nationalité du tribunal judiciaire de Périgueux (compétent uniquement dans le domaine de la nationalité) ;
- de la cour d'appel et de la  cour administrative d'appel de Bordeaux.

## Population et société

### Démographie
L'évolution du nombre d'habitants est connue à travers les recensements de la population effectués dans la commune depuis 1793. Pour les communes de moins de 10 000 habitants, une enquête de recensement portant sur toute la population est réalisée tous les cinq ans, les populations de référence des années intermédiaires étant quant à elles estimées par interpolation ou extrapolation. Pour la commune, le premier recensement exhaustif entrant dans le cadre du nouveau dispositif a été réalisé en 2005.

En 2022, la commune comptait 195 habitants, en évolution de −16,31 % par rapport à 2016 (Dordogne : +0,37 %, France hors Mayotte : +2,11 %).
| 1793 | 1800 | 1806 | 1821 | 1831 | 1836 | 1841 | 1846 | 1851 |
| ---- | ---- | ---- | ---- | ---- | ---- | ---- | ---- | ---- |
| 612  | 584  | 533  | 583  | 666  | 701  | 731  | 732  | 734  |

| 1856 | 1861 | 1866 | 1872 | 1876 | 1881 | 1886 | 1891 | 1896 |
| ---- | ---- | ---- | ---- | ---- | ---- | ---- | ---- | ---- |
| 715  | 717  | 692  | 652  | 636  | 596  | 597  | 574  | 571  |

| 1901 | 1906 | 1911 | 1921 | 1926 | 1931 | 1936 | 1946 | 1954 |
| ---- | ---- | ---- | ---- | ---- | ---- | ---- | ---- | ---- |
| 521  | 519  | 501  | 452  | 438  | 419  | 375  | 366  | 332  |

| 1962 | 1968 | 1975 | 1982 | 1990 | 1999 | 2005 | 2006 | 2010 |
| ---- | ---- | ---- | ---- | ---- | ---- | ---- | ---- | ---- |
| 315  | 305  | 273  | 249  | 222  | 230  | 247  | 250  | 235  |

| 2015 | 2020 | 2022 | - | - | - | - | - | - |
| ---- | ---- | ---- | - | - | - | - | - | - |
| 233  | 205  | 195  | - | - | - | - | - | - |

## Économie

### Emploi
En 2015, parmi la population communale comprise entre 15 et 64 ans, les actifs représentent 97 personnes, soit 41,6 % de la population municipale. Le nombre de chômeurs (seize) a augmenté par rapport à 2010 (quatorze) et le taux de chômage de cette population active s'établit à 16,5 %.

### Établissements
Au 31 décembre 2015, la commune compte vingt-deux établissements, dont sept dans la construction, sept dans l'agriculture, la sylviculture ou la pêche, six au niveau des commerces, transports ou services, et deux relatifs au secteur administratif, à l'enseignement, à la santé ou à l'action sociale.

## Culture locale et patrimoine

### Lieux et monuments
- Château de Sineuil, XVIe siècle, inscrit en 2006 au titre des monuments historiques[50]
- Église Saint-Saturnin. Elle possède des vitraux réalisés en 1887 par le maître-verrier Henri Feur, de Bordeaux.

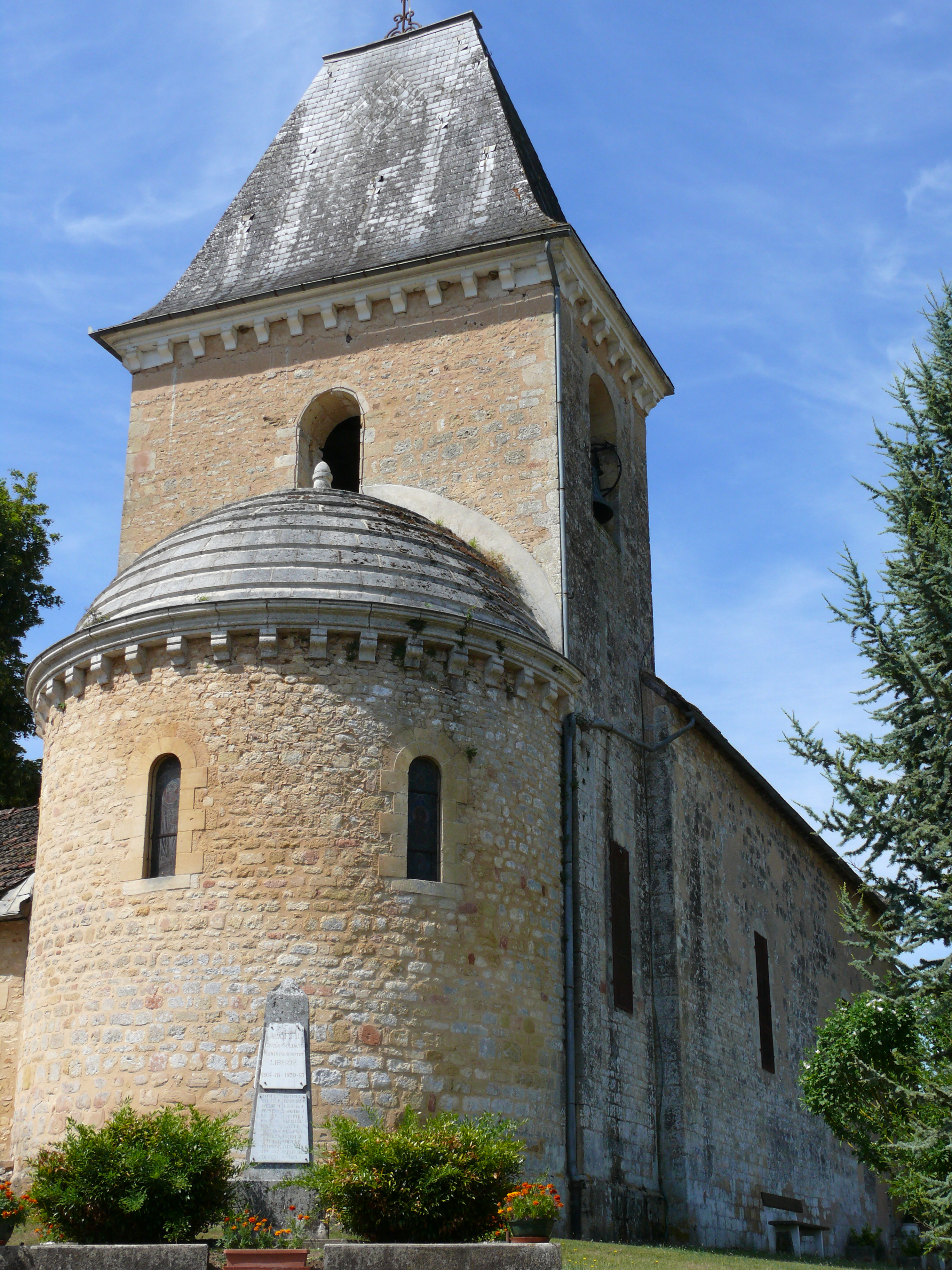
L'église Saint-Saturnin et le monument aux morts.
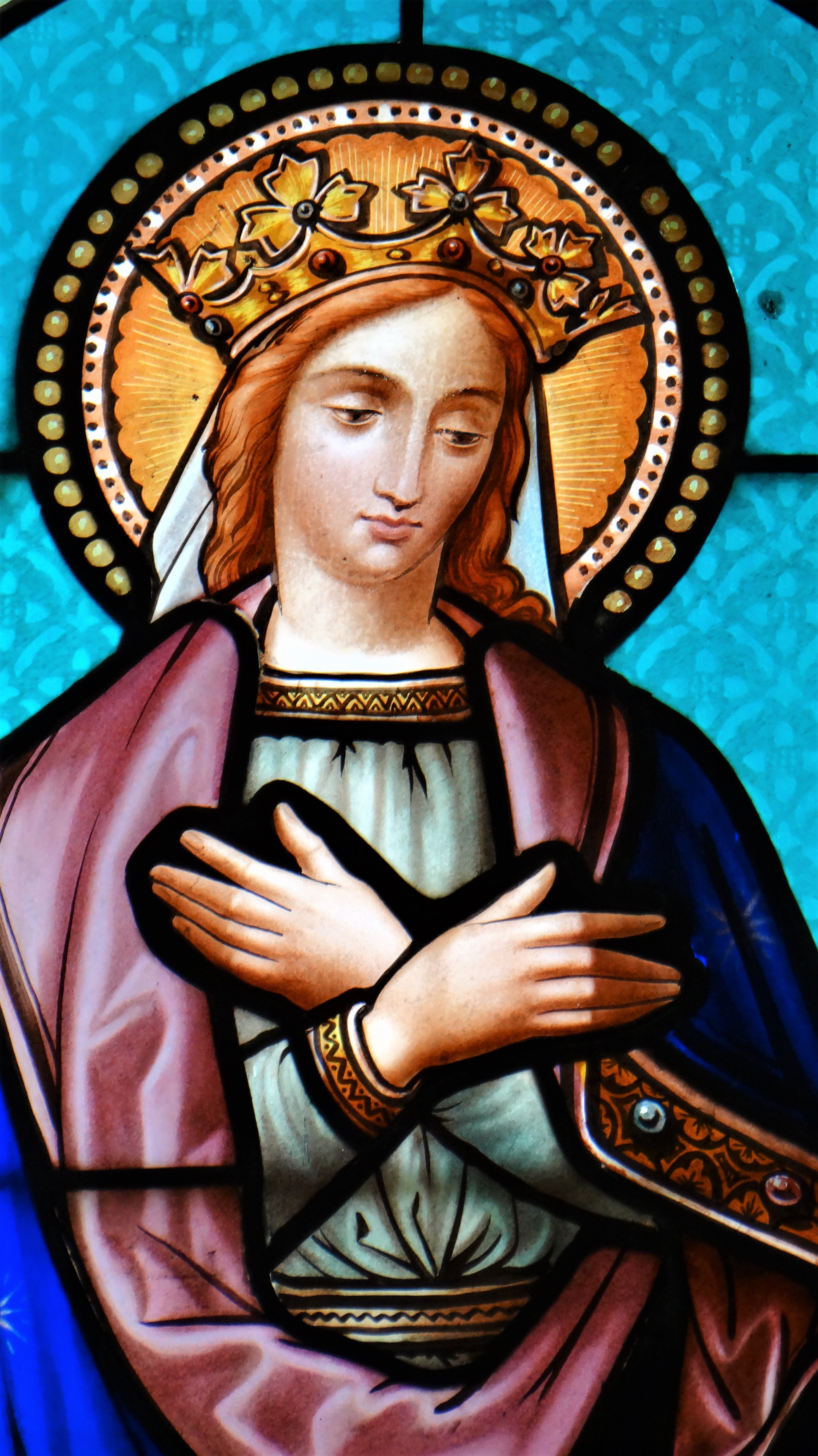
Vitrail représentant Marie, mère de Jésus.

## Pour approfondir